# Бомон (Пюи-де-Дом)
Бомо́н (фр. Beaumont) — коммуна, расположенная во французском департаменте Пюи-де-Дом административного региона Овернь — Рона — Альпы. Коммуна является частью города Клермон-Ферран. Территория коммуны 4,01 км².

## История
В 1793—1801 и в 1982—2015 годах коммуна была административным центром кантона Бомон.

## Население
В 2014 году население коммуны составляло 11060 человек.
| Год  | Население |
| ---- | --------- |
| 1793 | 1465      |
| 1936 | 2780      |
| 1946 | 3723      |
| 1968 | 6930      |
| 1990 | 9465      |
| 2013 | 10926     |
| 2014 | 11060     |

## Известные уроженцы
- Тоту, Одри (род. 1976) — французская киноактриса.